# Mollie Sugden
Mary Isobel „Mollie“ Sugden (* 21. Juli 1922 in Keighley, West Yorkshire; † 1. Juli 2009 in Guildford, Surrey) war eine britische Schauspielerin. Nach der Arbeit im Theater trat sie ab Anfang der 1960er Jahre in über 40 Fernsehproduktionen in Erscheinung. Nachhaltige Bekanntheit brachte ihr vor allem die Rolle der Mrs. Slocombe in der britischen Fernsehserie Are You Being Served? ein.

## Leben
Mollie Sugden wurde 1922 als Tochter eines Baustoffhändlers und Laienpredigers in Nordengland geboren. Sie kam bereits im Alter von vier Jahren mit der Darstellenden Kunst in Berührung, als sie einer Frau zusah, die für das Vortragen eines lustigen Gedichts Applaus erhielt. Ein Jahr später trug sie selbst erfolgreich das Gedicht vor. Als Kind trat Sugden in Schulaufführungen auf und erhielt ab dem elften Lebensjahr Schauspielunterricht im nahe gelegenen Bradford. Sie besuchte die Oberschule in ihrer Heimatstadt und arbeitete dort während des Zweiten Weltkriegs in einer Munitionsfabrik. Nach ihrer Freisetzung wechselte Sugden auf die renommierte Londoner Guildhall School of Music and Drama. Sie schloss die dortige Schauspielausbildung zwei Jahre später ab, wobei ihr der nordenglische Akzent abtrainiert wurde.
Nach ihrer Ausbildung trat die 23-jährige Sugden verschiedenen Schauspieltruppen bei und widmete sich dem Repertoire-Theater. Acht Jahre lang übernahm sie vor allem Rollen als kultivierte oder adlige Dame. Den Durchbruch als Schauspielerin ebneten ihr die Berufskollegin Thora Hird und der Autor Walter Greenwood, die sie in einer Theaterkomödie in Blackpool als dralle und frivole nordenglische Witwe besetzten. Der Part führte zu Sugdens erster wiederkehrender Fernsehrolle in der Serie Hugh and I. Von 1962 bis 1966 verkörperte sie dort die arrogante Nachbarin Mrs. Crispin. Weitere Angebote für das Fernsehen folgten, darunter Mutterrollen in den Serien Just Jimmy (1964–1968) und The Liver Birds (1971–1996) sowie Auftritte in Coronation Street (1965–1974).
Ihre bekannteste Rolle verkörperte Sugden in der britischen Sitcom Are You Being Served?, die ab 1972 von BBC One ausgestrahlt wurde und in verschiedenen Abteilungen eines erfundenen Londoner Kaufhauses angesiedelt ist. Darin übernahm sie den Part der Mrs. Slocombe, der alleinstehenden und aufrührerischen Chefin der Damenabteilung, die regelmäßig durch ihre wechselnde Haarfarbe und zweideutige Bemerkungen über ihre Katze (Original: „my pussy“) für Lacher sorgte. Ursprünglich nur als einzelne Pilotfolge angelegt, profitierte das die Klassenunterschiede parodierende Format vom überraschend frei gewordenen Sendeplatz, der durch das Olympia-Attentat von München entstanden war. Nachdem 19 Millionen Zuschauer die erste Folge von Are You Being Served? verfolgt hatten, wurde die Sitcom bis 1985 in zehn Staffeln ausgestrahlt. In Spitzenzeiten wurde ein regelmäßiges Publikum von 15 Millionen erreicht und ihre Mitwirkung machte Sugden auch außerhalb des Vereinigten Königreichs populär. In den 1990er Jahren wurden alle Folgen hintereinander im US-amerikanischen Fernsehen ausgestrahlt, was der Schauspielerin in den Vereinigten Staaten höhere Bekanntheitswerte als der damalige britische Premierminister John Major einbrachten.
Von 1992 bis 1993 schlüpfte Sugden für zwei Staffeln der Nachfolgeserie Grace & Favor erneut in die Rolle der Betty Slocombe. Nach einem Gastauftritt in der Serie The Bill (2003), zog sich die Britin ins Privatleben zurück.
Zu ihren Hobbys zählte Molly Sugden die Gartenarbeit, das Kochen und das Fahren schneller Autos. Von 1958 bis zu seinem Tod war sie mit dem Schauspielkollegen William Moore (1915–2000) verheiratet, den sie 1956 während ihrer Zeit am Repertoire-Theater in Swansea kennengelernt hatte. Aus der Verbindung gingen Zwillingssöhne hervor. Vom Tod ihres Ehemanns erholte sich Sugden nicht. Sie verstarb 2009 nach langer Krankheit im Alter von 86 Jahren im Royal Surrey Hospital in Guildford.

## Filmografie (Auswahl)
- 1962–1966: Hugh and I (Fernsehserie)
- 1964–1968: Just Jimmy (Fernsehserie)
- 1965–1972: Steptoe and Son (Fernsehserie)
- 1965–1974: Coronation Street (Fernsehserie)
- 1970: The Six Wives of Henry VIII (Fernsehmehrteiler)
- 1970: Up Pompeii (Fernsehserie)
- 1971–1996: The Liver Birds (Fernsehserie)
- 1972: Doctor in Charge (Fernsehserie)
- 1972: Emma (Fernsehmehrteiler)
- 1972–1985: Are You Being Served? (Fernsehserie)
- 1973: Son of the Bride (Fernsehserie)
- 1973: Billy Liar (Fernsehserie)
- 1977–1978: Come Back Mrs. Noah (Fernsehserie)
- 1981–1986: That’s My Boy (Fernsehserie)
- 1987–1988: My Husband and I (Fernsehserie)
- 1988: Tickle on the Tum (Fernsehserie)
- 1991: Cluedo (Fernsehserie)
- 1991: The Princess and the Goblin (Zeichentrickfilm)
- 1992–1993: Grace & Favour (Fernsehserie)